# Adrien-Georges Buschey des Noës
Adrien-Georges Buschey des Noës est un homme politique français né le 22 février 1736 à Notre-Dame-du-Hamel et mort le 23 octobre 1821 à Rouen (Seine-Maritime).

## Biographie
Conseiller au bailliage de Bernay, il est député du tiers état aux états généraux de 1789 pour le bailliage d'Évreux. Il est ensuite haut-juré de l'Eure en 1791 et entre dans la magistrature. Il est conseiller à la cour d'appel de Rouen en 1811.